# 西碼頭

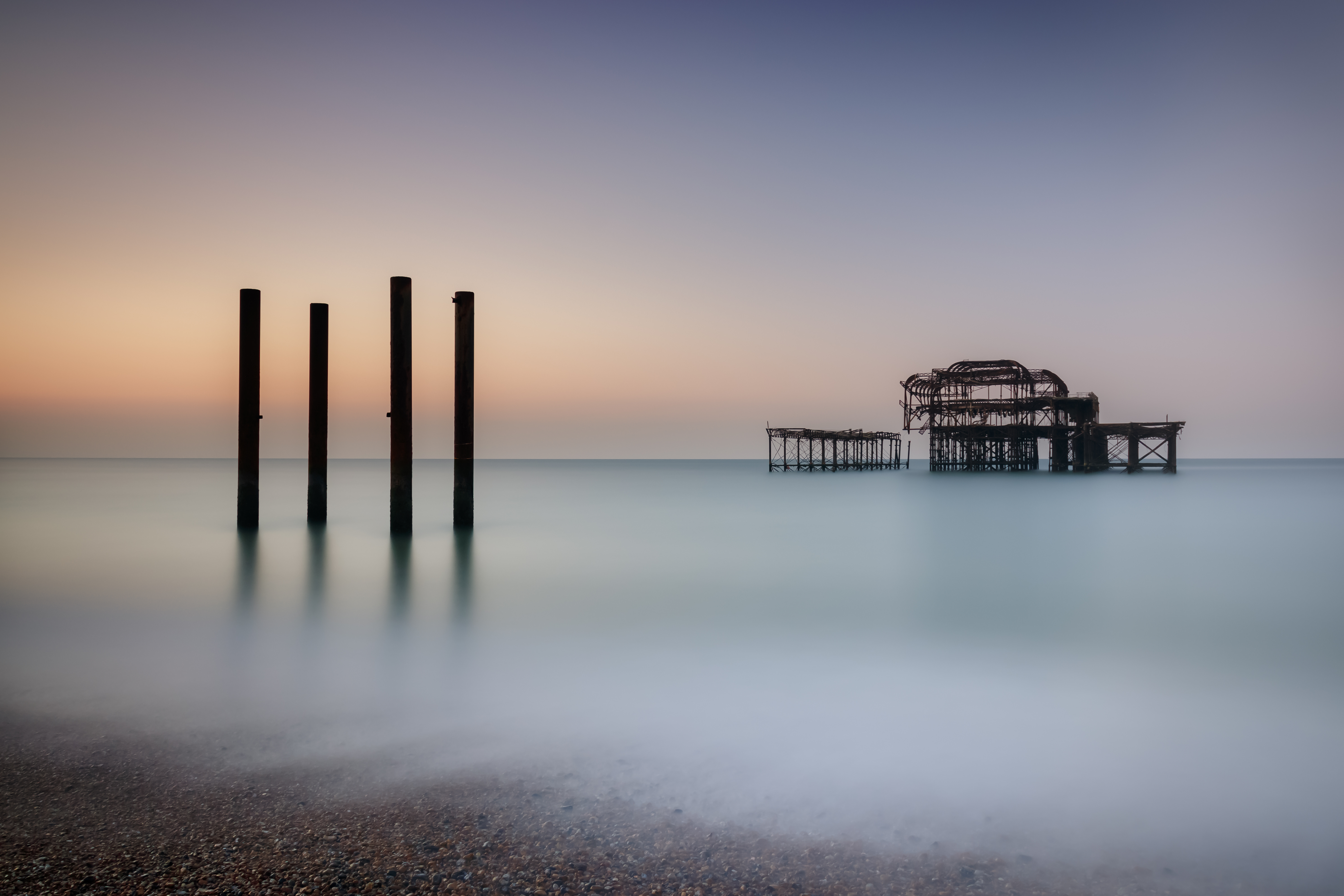

西碼頭（West Pier）是位於英國城市布萊頓的一座建築。西碼頭開業於1866年，關閉於1975年。西碼頭長1,115英尺（340） ，寬310英尺（94）。西碼頭是英國第一批一級登錄建築之一，但自從關閉以來，西碼頭已經幾近陷於荒廢狀態。現在西碼頭有重建計劃。